# Epsilonema sphenostegum
Epsilonema sphenostegum är en rundmaskart som först beskrevs av Steiner 1931.  Epsilonema sphenostegum ingår i släktet Epsilonema och familjen Epsilonematidae. Inga underarter finns listade i Catalogue of Life.